# Hul i broho'det
Hul i broho'det (originaltitel: Att angöra en brygga) er en svensk komediefilm fra 1965 instrueret af Tage Danielsson, der skrev manuskriptet i samarbejde med Hans Alfredson. I hovedrollerne ses blandt andre Monica Zetterlund, Lars Ekborg, Birgitta Andersson og Gösta Ekman.

## Handling
En gruppe mennesker ankommer med båd for at deltage i en fest på en lille ø. De oplever store vanskeligheder, mens de forsøger at komme i land. Al alkoholen til festen er på båden, mens folkene på øen har al maden, og den eneste beboer på øen, Albert Garbo, er ikke så venlig, som man kunne ønske sig.

## Medvirkende (i udvalg)
- Monica Zetterlund som Berit
- Lars Ekborg som Kalle
- Birgitta Andersson som Mona
- Gösta Ekman som Lennart
- Katie Rolfsen som Inez
- Hans Alfredson som Albert Garbo
- Tage Danielsson som Olsson